# Joanne Whalley
Joanne Whalley (Salford, Lancashire, 25 d'agost de 1964) és una actriu anglesa.

## Biografia
Whalley va néixer a Salford, Lancashire però va créixer a Stockport, Cheshire on va estudiar en la Braeside School of Speech and Drama, Marple.
Joanne va conèixer l'actor Val Kilmer quan van treballar junts en la pel·lícula Willow; la parella es va casar el 28 de febrer de 1988. Més tard, el 29 d'octubre de 1991 va néixer la seva primera filla Mercedes Kilmer a Santa Fe, Nou Mèxic, el 6 de juny de 1995 van donar la benvinguda al seu primer fill Jack Kilmer. No obstant això la parella es va divorciar l'1 de febrer de 1996.
Va començar a actuar de nena en How We Used To Live i en petits papers de fotonovel·les, especialment Coronation Street i Emmerdale.
Els seus primers papers en films inclouen una aparició, sense diàlegs, com groupie en The Wall de Pink Floyd i com una fan dels Beatles en Birth of the Beatles.
El 1988 es va unir a l'elenc de la pel·lícula Willow on va interpretar a Sorsha. Per a aquest paper, Joanne va haver de tenyir-se el seu pèl castany fosc de vermell. El 1989 va aparèixer en la pel·lícula Scandal on va interpretar a la jove ballarina Christine Keeler, que va tenir una aventura amb el polític i militar Jack Profumo, la qual cosa va ocasionar que el govern britànic tingués seriosos problemes, ja que Christine també mantenia trobades íntimes amb l'espia soviètic Yevgeny Ivanov, de qui el govern britànic sospitava que actuava com un espia sota cobertura diplomàtica. L'escàndol va danyar la imatge de Profumo i li va obligar a renunciar juntament amb el primer ministre Harold Macmillan.
Joanne va ser una de les narradores de l'audiollibre d'Elizabeth Kostova's, "The Historien".
El 2006 va aparèixer en la sèrie The Virgin Queen on va interpretar a la Reina Mary Tudor.
El 2011 es va unir a l'elenc principal de la sèrie The Borgias on va interpretar a Vannozza Cattanei, una de les amants del papa Alexandre VI i mare dels seus quatre fills, Cesar, Lucrecia, Joan i Jofre Borja, fins al final de la sèrie el 2013.
El 2014 es va unir a l'elenc de la minisèrie Jamaica Inn on va interpretar a Patience Merlyn, la tia de Mary Yellan (Jessica Brown-Findlay) i esposa de Joss Merlyn (Sean Harris).
El 2016 es va unir a l'elenc de la minisèrie Beowulf on va donar vida a Rheda, fins al final de la sèrie després que fos cancel·lada al final de la primera temporada. Al juny del mateix any es va anunciar que Joanne s'havia unit a l'elenc de la nova sèrie The White Princess on donarà vida a Margarida de York, la Duquessa de Borgonya.

## Filmografia

### Sèries de televisió
| Any            | Títol                    | Personatge               | Notes                                   |
| -------------- | ------------------------ | ------------------------ | --------------------------------------- |
| 2017 - present | The White Princess       | Margarita de York        | -                                       |
| 2016           | Beowulf                  | Rheda                    | 12 episodis - minisèrie                 |
| 2015           | A.D. The Bible Continues | Claudia                  | 12 episodis                             |
| 2015           | Wolf Hall                | Caterina d'Aragó         | 3 episodis - minisèrie                  |
| 2014           | Jamaica Inn              | Patience Merlyn          | 3 episodis - minisèrie                  |
| 2011 - 2013    | The Borgias              | Vannozza Cattanei        | 24 episodis                             |
| 2011-2012      | gossip girl              | Princesa Sophie Grimaldi | 7 episodis                              |
| 2008           | Unknown Sender           | Carolyn                  | episodi "If You're Seeing This Tape..." |
| 2006           | Justine League           | Diversos Personatges     | 4 episodis                              |
| 2006           | The Virgin Queen         | Maria I d'Anglaterra     | episodi # 1.1                           |
| 2005           | Criminal Minds           | Karen Donovan            | episodi "Extreme Aggressor"             |
| 1994           | Scarlett                 | Scarlett O'Hara          | minisèrie                               |
| 1990           | A TV Dante               | Beatrice                 | minisèrie 3 episodis                    |
| 1986           | The Singing Detective    | Infermera Mills          | 6 episodis - minisèrie                  |
| 1985           | Edge of Darkness         | Emma Craven              | minisèrie 5 episodis                    |
| 1982           | A Kind of Loving         | Ingrid Brown             | 8 episodis                              |
| 1978 - 1979    | How We Used to Live      | Sarah Hughes             | 17 episodis                             |
| 1977           | Emmerdale Farm           | Angela Read              | 6 episodis                              |
| 1976           | Coronation Street        | Client                   | episodi # 1.1617                        |

### Pel·lícules
| Any  | Títol                          | Personatges                | Notes                                                                               |
| ---- | ------------------------------ | -------------------------- | ----------------------------------------------------------------------------------- |
| 2016 | Gardel                         | Sadie Wakefield            | al costat de Jean Dujardin, Mia Maestro, Raoul Bova, Carlos Bardem i Lorena Bernal  |
| 2013 | The Callenger                  | Gweneth Feynman            | al costat de William Hurt, Kevin McNally, Bruce Greenwood, Brian Dennehy i Eve Best |
| 2011 | Twixt Now and Sunrise          | Denise                     | al costat de Val Kilmer, Bruce Dern i Elle Fanning                                  |
| 2010 | Golf in the Kingdom            | Agatha McNaughton          | al costat de David O'Hara i Frances Fisher                                          |
| 2009 | 44 Inch Chest                  | Liz Diamond                | al costat de Ray Winstone, Ian McShane i John Hurt                                  |
| 2005 | The Californians               | Luna                       | al costat de Noah Wyle i Kate Mara                                                  |
| 2002 | Virginia's Run                 | Jessie Eastwood            | al costat de Gabriel Byrne i Lindze Letherman                                       |
| 2000 | Jackie Bouvier Kennedy Onassis | Jacqueline Kennedy Onassis | al costat de Tim Matheson i Frances Fisher                                          |
| 2000 | Presumpte homicida             | Natalie Crane              |                                                                                     |
| 1999 | A Texas Funeral                | Miranda                    | al costat de Robert Patrick, Martin Sheen i Chris Noth                              |
| 1997 | The Man Who Knew Too Little    | Lori                       | al costat de Bill Murray, Peter Gallagher i Alfred Molina                           |
| 1994 | A Good Man in Africa           | Celia Adekunle             | al costat de Colin Friels, Sean Connery i Louis Gossett Jr.                         |
| 1994 | Mother's Boys                  | Colleen "Callie" Harland   | al costat de Jamie Lee Curtis, Peter Gallagher i Vanessa Redgrave                   |
| 1994 | Trial by Jury                  | Valerie Alston             | al costat d'Armand Assante, William Hurt i Gabriel Byrne                            |
| 1992 | Storyville                     | Natalie Tate               | al costat de James Spader i Jason Robards                                           |
| 1990 | The Big Man                    | Beth Scoular               | al costat de Liam Neeson i Billy Connolly                                           |
| 1990 | Navy Seals                     | Claire Varrens             | al costat de Charlie Sheen i Michael Biehn                                          |
| 1989 | Killing Me Again               | Fay Forrester              | al costat de Michael Madsen i Val Kilmer                                            |
| 1989 | Scandal                        | Christine Keeler           | al costat de John Hurt, Ian McKellen i Bridget Fonda                                |
| 1988 | Willow                         | Sorsha                     | al costat de Val Kilmer i Warwick Davis                                             |
| 1985 | The Good Father                | Mary Hall                  | al costat d'Anthony Hopkins, Jim Broadbent i Stephen Fry                            |
| 1985 | Dance with a Stranger          | Christine                  | al costat de Miranda Richardson i Rupert Everett                                    |

### Teatre
| Any  | Obra                            | Personatge | Teatre                       | Notes                                                                                    |
| ---- | ------------------------------- | ---------- | ---------------------------- | ---------------------------------------------------------------------------------------- |
| 1989 | What the Butler Saw             | -          | New York City Center-Stage I | -                                                                                        |
| 1983 | The Sleeping Beauty (pantomima) | -          | Teatre Royal                 | al costat de Gordon Kaye, Linda Dobell, Darlene Johnson, Ian Bartholomew i Martin Duncan |

## Premis i nominacions
| Any  | Categoria                                                                              | Premi               | Pel·lícula/Seriï | Resultat   |
| ---- | -------------------------------------------------------------------------------------- | ------------------- | ---------------- | ---------- |
| 2011 | Millor Actriu                                                                          | Premis Golden Nymph | The Borgias      | Nominada   |
| 2010 | Millor actuació en conjunt (juntament amb Steven Berkoff, Tom Wilkinson, Ian McShane 6 | Premi SDFCS         | 44 Inch Chest    | Guanyadora |
| 1986 | Millor actriu                                                                          | Premi BAFTA         | Edge of Darkness | Nominada   |